# William Stephenson
William Samuel Stephenson (Winnipeg, 23 de enero de 1897-Bermudas, 31 de enero de 1989) fue un militar canadiense, piloto, hombre de negocios, inventor, jefe de espías y jefe de la inteligencia británica para todo el hemisferio occidental durante la Segunda Guerra Mundial. Stephenson fue más conocido en tiempo de guerra por el nombre de inteligencia en clave Intrépido. Algunos le consideran como unas de las personas en las que se inspiraron los creadores del personaje James Bond.

## Primeros años
Nacido el 23 de enero de 1897 con el nombre de William Samuel Clouston Stanger en la región de Point Douglas en Winnipeg, Manitoba, en Canadá. Criado en una familia de inmigrantes, su madre era islandesa y su padre era oriundo de las Islas Orcadas (Reino Unido). Deja la escuela a edad temprana. En 1916 se alista voluntario al Batallón 101 (Infantería ligera de Winnipeg) de la Fuerza Expedicionaria Canadiense. Gana una promoción a sargento y una medalla por combatir en la trincheras antes de cumplir 19 años. Mientras se recuperaba de haber sido gaseado en 1916, Stephenson aprende a pilotar y es transferido a los Cuerpos Aéreos Reales Británicos el 16 de agosto de 1917. Asignado al Escuadrón 73 el 9 de febrero de 1918, Stephenson vuela con el biplano de combate británico Sopwith Camel, anotándose 12 victorias, entre las cuales se encuentra Lothar von Richthofen (hermano menor del famoso Baron Rojo), antes de ser derribado y hecho prisionero por los alemanes el 28 de julio de 1918.
Al finalizar la Primera Guerra Mundial ha alcanzado el rango de capitán y conseguido la Cruz al Vuelo Distinguido y la Cruz Militar. Las citas en la condecoración de sus medallas quizá vaticinan sus logros posteriores, pudiendo leerse:
Por destacado valor y devoción en el cumplimiento del deber. Cuando en vuelo rasante observo un vehículo del alto mando enemigo en una carretera, atacó con tanto éxito que más tarde el coche fue visto boca abajo en la cuneta. Durante el mismo vuelo causa una estampida entre varios caballos de transporte enemigos en una carretera. Previamente a esto había destruido un explorador hostil y un avión biplaza. Sus acciones han sido del más alto orden, y ha mostrado el mayor coraje y energía al ocuparse de cualquier tipo de blanco.
  - Texto aparecido en el suplemento del London Gazette del 22 de junio de 1918, al serle concedida la Cruz Militar.
Este oficial ha mostrado una enorme valentía y habilidad en el ataque a tropas y transportes enemigos desde bajas altitudes, causando cuantiosos daños. Sus informes, además, han contenido valiosa y precisa información. Se ha mostrado como un fuerte rival en el aire, teniendo, durante operaciones recientes, contabilizados seis aeroplanos enemigos.
  - Texto aparecido en el suplemento del London Gazette del 21 de septiembre de 1918, al serle concedida la Cruz al Vuelo Distinguido.

## Entreguerras
Después de la guerra Stephenson vuelve a Winnipeg y comienza un negocio de equipamiento con su amigo Wilf Russell —inspirado en gran parte en un abridor de latas que Stephenson había traído del campo de prisioneros de guerra donde estuvo—. El negocio no tuvo éxito y William deja Canadá para ir a Inglaterra donde se convierte en un rico empresario con contactos de negocios en muchos países. En 1924 se casa con la heredera del tabaco, Mary French Simmons, de Springfield, Tennessee.
Hacia el mes de abril del año 1936, Stephenson estaba dando información confidencial voluntariamente a los británicos, proporcionando información detallada al miembro del parlamento británico de la oposición Winston Churchill acerca de como el gobierno nazi de Adolf Hitler estaba fortaleciendo sus fuerzas armadas y ocultando gastos militares que ascendían a 8 millones de libras esterlinas. Esto era una clara violación de los términos del Tratado de Versalles y mostró el crecimiento de la amenaza nazi hacia la seguridad europea e internacional; Churchill utilizó la información de Stephenson en el Parlamento para advertir contra las políticas de apaciguamiento del gobierno de Neville Chamberlain.

## Segunda Guerra Mundial
Tras el comienzo de la Segunda Guerra Mundial (y a pesar de las objeciones de Sir Stewart Menzies, director de la Inteligencia británica en tiempo de guerra) el ahora primer ministro Winston Churchill envió a Stephenson a los Estados Unidos el 21 de junio de 1940 para que se estableciera de forma encubierta y dirigiera la Coordinación de Seguridad Británica (BSC por sus siglas en inglés) en la ciudad de Nueva York, cerca de un año antes de que los Estados Unidos entraran en guerra.
La oficina del BSC, con sede en la habitación 3603 del Rockefeller Center, se convirtió en una organización paraguas que hacia el final de la guerra representaba a las agencias de inteligencia británica MI5, MI6 (SIS o Servicio de Inteligencia Secreto), SOE (Special Operations Executive) y PWE (Political Warfare Executive) por todo Norteamérica, Sudamérica y el Caribe.
Las órdenes iniciales de Stephenson para el BSC fueron: 1) investigar las actividades enemigas, 2) establecer medidas de seguridad contra la amenaza de sabotaje a propiedades británicas, y 3) disponer a la opinión pública americana a favor de ayudar a Gran Bretaña. Más tarde estas órdenes se ampliaron para incluir "asegurar la participación americana en actividades secretas alrededor del mundo colaborando de la forma más estrecha posible con los británicos".
El cargo oficial de Stephenson era Agente de control de pasaportes británicos. Su misión no oficial era crear una red de inteligencia británica secreta a través del hemisferio occidental, y operar de forma encubierta y muy amplia en nombre del gobierno británico y los Aliados para ganar la guerra. También se convirtió en el representante personal de Churchill para el Presidente de los Estados Unidos Franklin Delano Roosevelt.
Stephenson pronto fue un muy cercano consejero para FDR, sugiriéndole a Roosevelt que pusiera al frente de todos los servicios de inteligencia de Estados Unidos al buen amigo de Stephenson, William J. 'Wild Bill' ("Salvaje Bill") Donovan. Donovan fundó la que en tiempo de guerra se conoció como la Oficina de Servicios Estratégicos (OSS por sus siglas en inglés) la cual se convirtió al final en la Agencia Central de Inteligencia (CIA por sus siglas en inglés).
En su papel como mayor representante de la inteligencia británica en el hemisferio occidental, Stephenson fue una de las pocas personas en ese hemisferio autorizado a ver transcripciones Ultra en bruto de los decodificadores británicos de Bletchley Park, de las codificadoras alemanas Enigma. Churchill confió en él para decidir que información de Ultra se facilitaría a través de las distintas ramas de los gobiernos de Estados Unidos y de Canadá.
Bajo el mando de Stephenson, el BSC influenció de forma directa los medios de comunicación de Estados Unidos (incluyendo a los columnistas de periódicos americanos Walter Winchell y Drew Pearson) y otros medios en el hemisferio hacia puntos de vista probritánicos y en contra del Eje. Una vez los Estados Unidos hubieron entrado en guerra, el BSC continuó adiestrando propagandistas de U.S. de la Oficina de Información de Guerra Americana en Canadá desde 1941 hasta 1944. Los esfuerzos de inteligencia y propaganda encubierta afectaron de forma directa a los acontecimientos en tiempo de guerra en Brasil, Argentina, Colombia, Chile, Venezuela, Perú, Bolivia, Paraguay, México, los países de América Central, las Bermudas, Cuba, y Puerto Rico.
Stephenson trabajó gratis. Contrató cientos de personas, la mayoría mujeres canadienses, para proveer de personal a su organización y pagó la mayoría de los gastos de su propio bolsillo. Entre sus empleados estuvieron el genio de las comunicaciones secretas Benjamin deForest (Pat) Bayly y el futuro genio de la publicidad David Ogilvy. En la cumbre de la guerra Bayly, un profesor de la Universidad de Toronto oriundo de Moose Jaw, Saskatchewan, creó el Rockex, el rápido sistema de comunicaciones seguras en el que eventualmente confiaron los Aliados.
No menor en los logros y contribuciones de Stephenson al esfuerzo de guerra fuer el establecimiento del BSC en el Campamento X en Whitby, Ontario, la primera escuela de entrenamiento para operaciones clandestinas en tiempo de guerra en Canadá y en Norteamérica. Alrededor de 2000 agentes encubiertos británicos, canadienses y americanos fueron entrenados allí desde 1941 hasta 1945, incluyendo estudiantes del ISO, OSS, FBI, Policía Montada del Canadá, la Armada y los servicios de la Inteligencia Militar de los Estados Unidos, y la Oficina de Información de Guerra, entre ellas cinco futuros directores de la que se convertiría finalmente en la Agencia Central de Inteligencia americana.
Los licenciados del Campamento X operaron en Europa en España, Portugal, Italia y los Balcanes, así como en África, Australia, India y el Pacífico. Entre ellos se contaba Ian Fleming, el que más tarde sería autor de los populares novelas de James Bond. Se ha dicho que el asalto a Fort Knox que aparece en Goldfinger se inspiró en un plan de Stephenson (jamás llevado a cabo) para robar 2 883 000 000 dólares americanos de las reservas de oro de la Francia de Vichy de la colonia del Caribe francés de Martinica.
El BSC adquirió un transmisor de 10 kilovatios a la emisora de radio WCAU de Filadelfia e instaló el transmisor en el Campamento X. Sobre mediados de 1944, Hidra (nombre por el que el transmisor del Camp X era conocido) estaba transmitiendo 30 000 y recibiendo 9000 grupos de mensajes al día, la mayoría del tráfico secreto aliado de inteligencia a través del Atlántico.

## Reconocimiento y honores
Sir William Stephenson muere en Paget, las Bermudas a la edad de 92 años. Aunque desde entonces ha habido a veces discusiones sobre la naturaleza exacta y extensión de sus esfuerzos en tiempo de guerra, no hay duda de que sus contribuciones fueron muchas y extraordinarias.
Por su obra en tiempo de guerra, Stephenson fue nombrado caballero por los británicos en la Lista de honores de año nuevo de 1945. En 1946 recibe la medalla presidencial al mérito, la más alta condecoración civil de los Estados Unidos en ese momento, creada durante la guerra. Fue el primer ciudadano no estadounidense en recibir la medalla. El general Donovan entregó a Stephenson el galardón y la mención rinde tributo a su "valiosa ayuda a América en los campos de Inteligencia y operaciones especiales".
"El canadiense tranquilo" fue reconocido de forma oficial por su tierra natal hacia el final de su vida; A William Stephenson le fue otorgada la Orden de Canadá el 17 de diciembre de 1979 e investido de ella el 5 de febrero de 1980.
El 2 de mayo del 2000 El director ejecutivo de la CIA David W. Carey, representando al Director de inteligencia Central George Tenet y al Subdirector de inteligencia central John A. Gordon, aceptó una estatuilla de bronce de Sir William Stephenson, que fue entregada a la CIA por la Sociedad intrépido de Winnipeg, de Manitoba. En sus comentarios, Carey dijo:

Sir William Stephenson representó un papel clave en la creación de la CIA. Se dio cuenta pronto de que América necesitaba una organización de inteligencia fuerte y contactos en lobbys cercanos al presidente Roosevelt para designar un "coordinador" estadounidense que supervisará al FBI y la inteligencia militar. Instó a que el trabajo le fuera dado a William J. 'Salvaje Bill' Donovan, quien recientemente había visitado las defensas británicas y se había ganado la confienza del Primer ministro Winston Churchill. Aunque Roosevelt no estableció exactamente lo que Sir William tuvo en mente, la organización que se creó representó un paso revolucionario en la historia de la inteligencia americana. La Oficina de servicios estratégicos (OSS) de Donovan fue la primera 'central' de servicio de inteligencia de los Estados Unidos. El OSS trabajó de forma cercana con, y aprendió de, Sir William y otros oficiales canadienses y británicos durante la guerra. Un poco más tarde, estos oficiales formaron el núcleo de la CIA. Intrépido puede no haber sido técnicamente el padre de la CIA, pero esta ciertamente en algún lugar de nuestro linaje.

Al recomendar a Stephenson para ser nombrado caballero, Winston Churchill escribió "Esta (persona) es muy preciada para mi corazón". 
"James Bond es una versión muy idealizada de un verdadero espía. La auténtica es ...William Stephenson" -- Ian Fleming, The Times, 21 de octubre de 1962.
En la ciudad de Whitby en Ontario, Canadá, hay una calle con su nombre, que conecta con calles con nombres como Intrépido y Overlord.
Un verdadero "hombre de misterio," mucha de la información biográfica conocida de Stephenson ha sido demostrada ficticia. Una década después de su muerte, muchas nuevas facetas de la vida del maestro de espías empieza a ser revelada.